# 古川陽介
古川 陽介（ふるかわ ようすけ、2003年7月16日 - ）は、滋賀県大津市出身のプロサッカー選手。2.ブンデスリーガ・SVダルムシュタット98所属。ポジションはミッドフィールダー（MF）。

## 経歴

### 幼少期
滋賀県で生まれ、小学1年生から「AZUL FC」でサッカーを始める。中学時代は京都サンガF.C.U-15でプレーし、高校は名門の静岡学園高校へ進学。静岡学園では10番をつけ、主力として選手権で活躍。2021年10月、2022年シーズンからのジュビロ磐田への加入が発表された。内定後に出場した高校サッカー選手権では優秀選手の一人に選出された。

### ジュビロ磐田
2022年シーズンよりジュビロ磐田に加入。3月2日、ルヴァンカップ・GL第2節の湘南ベルマーレ戦でプロデビューを果たした。6月1日、天皇杯2回戦の松本山雅FC戦でプロ入り初ゴールを決めた。10月12日、第27節の横浜F・マリノス戦ではJ1初ゴールを決めた。J1残留の切り札としてシーズン後半は出場機会を増やしたが、チームはJ2降格となった。
2023年シーズンは、当初からYBCルヴァンカップやリーグ戦に出場。同年5月7日に行われたJ2リーグ第14節への出場を以て通算試合出場時間の条件達成し、プロA契約を締結した。
2024年6月、東京ヴェルディ戦で60メートルをドリブルしてゴールを決めたことで、6月の月間ベストゴール賞と月間ヤングプレーヤー賞を受賞した。

### グールニク・ザブジェ（期限付き）
2024年9月6日、ポーランド1部のグールニク・ザブジェへ期限付き移籍する事を発表した。11月24日、GKSピアスト・グリヴィツェ戦で移籍後初ゴールを決めた。

### SVダルムシュタット98
2025年6月19日、2.ブンデスリーガ（ドイツ2部）のSVダルムシュタット98へ完全移籍する事が発表された。

## 人物
- レアル・マドリードの下部組織に所属していた中井卓大とは地元が同じで幼馴染[15]。

## 所属クラブ
- AZUL FC
- 京都サンガF.C.U-15
- 静岡学園高等学校
- 2022年 -  ジュビロ磐田
  - 2024年 - 2025年  グールニク・ザブジェ (期限付き移籍)
- 2025年 -  SVダルムシュタット98

## 個人成績
| 国内大会個人成績 | 国内大会個人成績 | 国内大会個人成績 | 国内大会個人成績 | 国内大会個人成績 | 国内大会個人成績 | 国内大会個人成績 | 国内大会個人成績 | 国内大会個人成績 | 国内大会個人成績 | 国内大会個人成績 | 国内大会個人成績 |
| 年度             | クラブ           | 背番号           | リーグ           | リーグ戦         | リーグ戦         | リーグ杯         | リーグ杯         | オープン杯       | オープン杯       | 期間通算         | 期間通算         |
| 年度             | クラブ           | 背番号           | リーグ           | 出場             | 得点             | 出場             | 得点             | 出場             | 得点             | 出場             | 得点             |
| 日本             | 日本             | 日本             | 日本             | リーグ戦         | リーグ戦         | リーグ杯         | リーグ杯         | 天皇杯           | 天皇杯           | 期間通算         | 期間通算         |
| ---------------- | ---------------- | ---------------- | ---------------- | ---------------- | ---------------- | ---------------- | ---------------- | ---------------- | ---------------- | ---------------- | ---------------- |
| 2022             | 磐田             | 31               | J1               | 7                | 1                | 5                | 0                | 2                | 1                | 14               | 2                |
| 2023             | 磐田             | 31               | J2               | 28               | 1                | 6                | 1                | 2                | 1                | 36               | 3                |
| 2024             | 磐田             | 31               | J1               | 24               | 2                | 1                | 0                | 1                | 0                | 25               | 2                |
| ポーランド       | ポーランド       | ポーランド       | ポーランド       | リーグ戦         | リーグ戦         | リーグ杯         | リーグ杯         | オープン杯       | オープン杯       | 期間通算         | 期間通算         |
| 2024-25          | ザブジェ         | 88               | エクストラクラサ | 24               | 2                | -                | -                | 1                | 0                | 25               | 2                |
| 通算             | 日本             | 日本             | J1               | 31               | 3                | 6                | 0                | 3                | 1                | 39               | 4                |
| 通算             | 日本             | 日本             | J2               | 28               | 1                | 6                | 1                | 2                | 1                | 36               | 3                |
| 通算             | ポーランド       | ポーランド       | エクストラクラサ | 24               | 2                | -                | -                | 1                | 0                | 25               | 2                |
| 総通算           | 総通算           | 総通算           | 総通算           | 82               | 6                | 12               | 1                | 6                | 2                | 100              | 9                |

## タイトル

### 個人
- 全国高等学校総合体育大会サッカー競技大会・優秀選手（2021年）
- 全国高等学校サッカー選手権大会・優秀選手（2021年）

## 出演

### CM
- アシックスジャパン「三年間じゃない、一生だ。」（2023年）[16]